# São Gonçalo do Rio Preto
São Gonçalo do Rio Preto è un comune del Brasile nello Stato del Minas Gerais, parte della mesoregione di Jequitinhonha e della microregione di Diamantina.